# Cruziohyla
Cruziohyla (лат.) — род бесхвостых земноводных из семейства квакш. Род был создан в 2005 году после крупного пересмотра Hylidae и полностью пересмотрен в 2018 году. Виды этого рода ранее были помещены в роды Agalychnis или Phyllomedusa. Род назван в честь бразильского герпетолога Карлоса Альберто Гонсалвеса да Круза.

## Описание
Эти лягушки характеризуются большими перепонками на лапах. Радужная оболочка двухцветная. Головастики развиваются в заполненных водой впадинах на поваленные деревья.

## Распространение
Встречаются от Никарагуа и Гондураса в Центральной Америке на юг до бассейна Амазонки в Южной Америке.

## Классификация
На январь 2023 года в род включают 3 вида:
- Cruziohyla calcarifer (Boulenger, 1902) — Желтоглазая квакша
- Cruziohyla craspedopus (Funkhouser, 1957) — Причудливая квакша
- Cruziohyla sylviae Gray, 2018